# سینداوی
سینداوی خوانندهموسیقی کارناتیک و خواننده پخش فیلم هندی است. او از سن ۱۲ سالگی اجرا داشته است. او در ۲۷ ژوئن ۲۰۱۳ در چنای هند با همکلاسی خود، آهنگساز جی وی پراکاش کومار ازدواج کرد. آنها قبل از ازدواجشان ۱۲ سال با هم رابطه داشتند. این زوج یک دختر دارند.

## آهنگ‌شناسی

### آهنگ‌های تامیل
برخی از آهنگ‌های فیلم تامیلی سینداوی در اینجا فهرست شده‌اند.
| سال  | فیلم                         | آهنگ                       | مدیر موسیقی        | همکار هنرمند                                 | یادداشت‌ها                                                                                             |
| ---- | ---------------------------- | -------------------------- | ------------------ | -------------------------------------------- | --- |
| ۲۰۰۴ | آنیان                        | "آندهانگا کنداکاری"        | هریس جیراراج       | جاسی گیفت، شریا گوشال ک. کKK                 | |
| ۲۰۰۵ | ثوتی جایا                    | "آچوولام"                  | هریس جیراراج       | شانکر مهادوان رانجیت                         | |
| ۲۰۰۵ | ABCD                         | "مانجال موگام"             | د. اممان           |                                              | |
| ۲۰۰۶ | ساراوان                      | "کدهل وندوم"               | سریکانت دیو        | وی وی پرسانا                                 | |
| ۲۰۰۶ | پتیال                        | "پغا پگا بومی ویریکیرات"   | جوان شنکر راجا     | هریچاران وجای یسوداس، هرینی سوداکر           | |
| ۲۰۰۶ | پاراماسیوان                  | "کانن مانیوانن"            | ویدیاسگار          | کلانی منون، لکشمی رنگاراجان                  | |
| ۲۰۰۶ | آتی                          | "آره دورا"                 | ویدیاسگار          | تیپو                                         | |
| ۲۰۰۶ | وارالارو                     | "انسائ"                    | آ.آر. رحمان        | ماهتی، نریش آیرناریش آییر                    | |
| ۲۰۰۷ | ازاگیا تأملی ماگان           | "کِمالال کِیلی"              | آ.آر. رحمان        | سریرام پارثاسراتی                            | |
| ۲۰۰۷ | کندهاموچی ینادا              | "کانموتشی آاتام"           | جوان شنکر راجا     | پالاکاد سریرام، پرسانا، دکتر نارایانان       | |
| ۲۰۰۹ | پدککتاوان                    | "آپا اما ولایتو"           | منی شرما           | رانجیت                                       | |
| ۲۰۰۹ | ثرو ثرو ثورو ثورو            | "جیلینو ویزم"              | منی شرما           | هریچاران                                     | |
| ۲۰۰۹ | ثرو ثرو ثورو ثورو            | "مغنای موضوعی"             | منی شرما           | رانجیت                                       | |
| ۲۰۱۰ | پاییایی                      | "آدادا مجاهدا"             | جوان شنکر راجا     | راهول نمبیر                                  | جایزه ادیسون برای بهترین خواننده زن                                                                   |
| ۲۰۱۰ | سورا                         | "تنجافور جیللاکاری"        | منی شرما           | هیمچاندرا                                    | |
| ۲۰۱۰ | مادراساپاتینام               | "آرویر آرویر"              | جی وی پرکاش کمار   | سونو نیجم                                    | |
| ۲۰۱۰ | اوثام پوتیران                | "ان ننجو"                  | "جای انتونی"       | وجای پرکاش                                   | |
| ۲۰۱۱ | مپیللای                      | "ریدیا آماده"              | منی شرما           | رانجیت                                       | |
| ۲۰۱۱ | مپیللای                      | اونو رندو                  | منی شرما           | موکیش محمد                                   | |
| ۲۰۱۱ | آرامبو میسای کورامبو پاروائی | "دوبازاژاگی او ماما"       | محمد رضوان         | آجیش اشوک                                    | |
| ۲۰۱۱ | دیوا تریومگال                | "ویژگالیل اورو واناویلی"   | جی وی پرکاش کمار   |                                              | |
| ۲۰۱۱ | ویدی                         | "ایپادی مازای ادیثال"      | "جای انتونی"       | کارتیک                                       | |
| ۲۰۱۱ | مایاکام اینا                 | "پایر تیدم"                | جی وی پرکاش کمار   | جی وی پرکاش کمار                             | جایزه موسیقی میرچی به عنوان خواننده زن سال جایزه موسیقی ویجای برای دوت محبوب سال                      |
| ۲۰۱۱ | مایاکام اینا                 | "نان سونادهم مازایواندهچا" | جی وی پرکاش کمار   | ناریش آییر                                   | |
| ۲۰۱۲ | ویتا                         | "تاییا تاکا"               | جوان شنکر راجا     | هارینی                                       | |
| ۲۰۱۲ | ساجونی                       | "ماناسلام مازاییه"         | جی وی پرکاش کمار   | سونو نیجم، جی وی پرکاش کومار                 | |
| ۲۰۱۲ | سندراپاندی                   | "نینجوکل"                  | ن.ر. راغونانتان    |                                              | |
| ۲۰۱۲ | ثنانداوم                     | "اویرین اویر"              | جی وی پرکاش کمار   | ساتیا پرکاش، جی وی پرکاش کمار                | جایزه SIIMA برای بهترین خواننده زن                                                                    |
| ۲۰۱۳ | سنداتام                      | "کدهل وروم ورای"           | بریتو مایکل        |                                              | |
| ۲۰۱۳ | اُدهایام                      | "آرو ایوان"                | جی وی پرکاش کمار   | جی وی پرکاش کمار                             | جایزه ادیسون برای بهترین خواننده زن                                                                   |
| ۲۰۱۳ | تایلوا                       | "یار انتا سالای"           | جی وی پرکاش کمار   | جی وی پرکاش کمار                             | |
| ۲۰۱۳ | راجا رانی                    | "نه یارو یارو"             | جی وی پرکاش کمار   |                                              | |
| ۲۰۱۴ | اون                          | "وینمین ویتاییل"           | نیواس ک. پراسان    | ابای جواد پورکر                              | |
| ۲۰۱۴ | مارومگام                     | "کورو کورو کنال"           | آگستیا             |                                              | |
| ۲۰۱۴ | نان سیگاپو مانیتان           | "آدم اونا"                 | جی وی پرکاش کمار   | جی وی پرکاش کمار                             | |
| ۲۰۱۴ | کتائی تریاکتایی واسنام آیاقم | "پین ماگام پولاو"          | شارتر              | جی وی پرکاش کمار                             | |
| ۲۰۱۴ | پوریاالان                    | "کان رندوم"                | م.اس. جونز روپر    | جی وی پرکاش کمار                             | |
| ۲۰۱۴ | کپال                         | "کدهل کاساتا"              | ناتاراژان سانکاران | ساتیا پرکاش                                  | |
| ۲۰۱۴ | پولیوال                      | "نیلنگاراییل"              | ن.ر. راغونانتان    | کارتیک                                       | |
| ۲۰۱۵ | سنداماروتام                  | "پارتو کونده"              | جیمز واسنتان       | ساتیا پرکاش                                  | |
| ۲۰۱۵ | راجاتندیرام                  | "یین اندا پارواگل"         | جی وی پرکاش کمار   | جی وی پرکاش کمار                             | |
| ۲۰۱۵ | ایدو اینا مامام              | "آراواگا نی"               | جی وی پرکاش کمار   | جی وی پرکاش کمار                             | |
| ۲۰۱۵ | تریشا ایلانا نایانثارا       | "ییناتشو یدهچو"            | جی وی پرکاش کمار   | جی وی پرکاش کمار کلیانی پردیپ                | |
| ۲۰۱۶ | ستوتوپتی                     | "هوا هاوا"                 | نیواس ک. پراسان    | کارتیک                                       | |
| ۲۰۱۶ | "ثری"                        | "در زندگی"                 | جی وی پرکاش کمار   | هری هاران وایکوم وجیالاکشمیوایکوم وجایالکشمی | |
| ۲۰۱۷ | انباتیتو                     | "کالاکاکالین"              | تایا رتنام         |                                              | |
| ۲۰۱۸ | لشکمی                        | "آالاالاالا"               | سام سی اس          | جی وی پرکاش کمار                             | |
| ۲۰۱۸ | لشکمی                        | "چلمامای رویایی"           | سام سی اس          |                                              | |
| ۲۰۱۹ | آسوران                       | "اِلو وایا پوکلای"          | جی وی پرکاش کمار   |                                              | جایزه سینما آنند ویکاتان برای بهترین خواننده بازیگری زن؛ جایزه SIIIMA برای بهترین خوانندگی بازیگری زن |
| ۲۰۱۹ | بلور بالو                    | "تایرا تایرا"              | گنیش راگڤندرا      |                                              | |
| ۲۰۲۰ | عاشق مشهور جهان (تامیل)      | "عشق من"                   | گپی سندر           | سارات سنتوش                                  | |
| ۲۰۲۰ | پونماگل وندال                | "وانامای نان"              | گوویند واسنتا      | گوویند واسنتا                                | |
| ۲۰۲۰ | سوررائی پوترو                | "کایلای آگاسم"             | جی وی پرکاش کمار   |                                              | |
| ۲۰۲۱ | پی ای ایروکا بایمن           | "وااناویلین وانام الی"     | جوز فرانکلین       |                                              | |
| ۲۰۲۱ | تایلوی                       | "مزهایمزهای"               | جی وی پرکاش کمار   |                                              | |
| ۲۰۲۱ | تایلوی                       | "کنیم کنیم پیسا پیسا"      | جی وی پرکاش کمار   |                                              | |
| ۲۰۲۱ | زندان                        | "بومککو نی ونده"           | جی وی پرکاش کمار   | راوی جی                                      | |
| ۲۰۲۲ | آنباریو                      | "کانیرندوم"                | تامیزا هیپ         |                                              | |
| ۲۰۲۲ | یائنا                        | "گناپتی سارانام"           | جی وی پرکاش کمار   |                                              | |
| ۲۰۲۲ | یائنا                        | "دیوا ماگلی"               | جی وی پرکاش کمار   |                                              | |
| ۲۰۲۲ | حیوان                        | "راگاسی رانا"              | ج.وی.              |                                              | |
| ۲۰۲۲ | آیرومبان                     | اون ولندهیو ازگاو دهن      | سریکانت دیو        | جی وی پرکاش کمار                             | |
| ۲۰۲۲ | متیماران                     | "کثثی کوووودو کدهل"        | کارتیک راجا        | جی وی پرکاش کمار                             | |
| ۲۰۲۲ | یوگی                         | "کاداوول ثنتا"             | رانجین راج         | پردیپ کمار                                   | |
| ۲۰۲۳ | نان کاداوول ایلائی           | "کانن این کانمانی"         | سدارت ویپین        | س.آ. چندراسکهر                               | |
| ۲۰۲۳ | جاوان                        | "موضوع "ایرام              | انیرود راویچندر    | وایکوم وجایالکشمی                            | |
| ۲۰۲۳ | مارک انتونی                  | "امام انوم ماندیرامی"      | جی وی پرکاش کمار   |                                              | |
| ۲۰۲۴ | نگهبان                       | "ثرایکادال"                | سام سی اس          |                                              | |

### آهنگ‌های آلبوم تامیل
| سال  | آلبوم                                       | ترانه           | مدیر موسیقی        | یادداشت                                                    |
| ---- | ------------------------------------------- | --------------- | ------------------ | ---------------------------------------------------------- |
| ۲۰۱۶ | آلبوم وانوتان                               | "Thavikkiren"   | جی. سایثارسان      |                                                            |
| ۲۰۲۰ | سندهام- سمفونی با کلاسیک تامیل ملاقات می‌کند | "KalamSei Kove" | راجان سوماسوندارام | آلبومی که در رده ۱۰ برتر موسیقی بین‌المللی آمازون قرار گرفت |
| ۲۰۲۲ | 1 MinMusic                                  | "Heartu Beatu"  | سینداوی            | آلبوم واقعی اینستاگرام                                     |

### آهنگ‌های تلوگو
| سال  | عنوان آهنگ           | فیلم                        | آهنگساز          |
| ---- | -------------------- | --------------------------- | ---------------- |
| ۲۰۰۳ | رایلو باندی          | گنگوتری                     | م.م. کیراوانی    |
| ۲۰۰۷ | موده پاتو            | دون                         | راگوا لارنس      |
| ۲۰۰۸ | مامیدی کماکی         | آواکی بیرانی                | مانکانت قادری    |
| ۲۰۰۸ | یلاگلا               | پاروگو                      | منی شرما         |
| ۲۰۰۹ | ناکاو                | کاسکو                       | پریمیگ آمرن      |
| ۲۰۰۹ | یدهو یدهو            | ساسیرکا پارینام             | ویدیاسگار        |
| ۲۰۰۹ | یدهو یدهو دوم        | ساسیرکا پارینام             | ویدیاسگار        |
| ۲۰۰۹ | نالو نینا            | باانام                      | منی شرما         |
| ۲۰۱۰ | مورالی لولا          | پرستانام                    | مهیش شنکر        |
| ۲۰۱۰ | آریرا وانا           | آوارا (د)                   | جوان شنکر راجا   |
| ۲۰۱۰ | ماکاتیکا             | خلیجه                       | منی شرما         |
| ۲۰۱۱ | ویلیگینادوکا واناویل | نانا                        | جی وی پرکاش کمار |
| ۲۰۱۱ | پریما دسام           | شاکتی                       | منی شرما         |
| ۲۰۱۲ | چینادانا نیکوسام     | ایشق                        | آنوپ روبنز       |
| ۲۰۱۲ | سوتیگا چوداکو        | ایشق                        | آنوپ روبنز       |
| ۲۰۱۲ | خیلی خیلی خیلی خیلی  | خیلی خوشگل                  | آنوپ روبنز       |
| ۲۰۱۵ | تلسیانیادی           | جنده پایی کپیراجو           | جی وی پرکاش کمار |
| ۲۰۱۶ | کَنولو ونَو            | (پولیسود) (پولیسود) (د) (د) | گ.و. پرکاش کمار  |
| ۲۰۲۳ | "آندانی آکاسام"      | آکاسام نی هادهو را (د)      | گ.و. پرکاش کمار  |

### آهنگ کانادایی
| سال  | عنوان آهنگ      | فیلم           | آهنگساز            |
| ---- | --------------- | -------------- | ------------------ |
| ۲۰۱۰ | "چالیسووا چلوو" | اولاسا اوتساها | جی وی پراکاش کومار |

## تلویزیون
| سال  | سری               | آهنگ                 | سازنده(ها) ! scope="col" style="width:16%;" \|نویسنده(ها) | هنرمند(ها)   | تلویزیون |                 |
| ---- | ----------------- | -------------------- | --------------------------------------------------------- | ------------ | -------- | --------------- |
| ۲۰۰۷ | آتیپوکل           | "آری آرو اورا باگل"  | ایکس پالراج                                               | دکتر کروتیا  |          | تلویزیون خورشید |
| ۲۰۱۰ | Mundhanai Mudichu | "مونداناای سلائی"    |                                                           | وایراموتو    |          | تلویزیون خورشید |
| ۲۰۱۲ | ویلی              | "کالم اورو ناتیینا"  | ایکس پالراج                                               | دکتر کروتیا  |          | تلویزیون خورشید |
| ۲۰۱۹ | سلوی تامیلی       | "انبومنام کونداوال"  |                                                           |              |          | تلویزیون خورشید |
| ۲۰۲۱ | تاتوت             | "ثلاتو ثلاتو"        |                                                           |              |          | تلویزیون خورشید |
| ۲۰۲۲ | Kanaa             | "کانالا وال ادوکورا" |                                                           |              |          | زِ تأمل          |
| ۲۰۲۳ | مینا              | "پووی کدهای پیسلاما" | اژج                                                       | سنهان        |          | تلویزیون خورشید |
| ۲۰۲۳ | سنگاپور           | "سنگا پنه وا"        |                                                           | پالانی بهشتی |          | تلویزیون خورشید |
| ۲۰۲۴ | ثایمما کودومبثار  | "تایاما"             | سی ساتیا                                                  |              |          | DD تأمل         |
| ۲۰۲۴ | لشکمی             | "پنه پینمایکورو"     |                                                           |              |          | تلویزیون خورشید |

### اجرای تلویزیونی
| سال  | نام برنامه تلویزیونی     | نقش  | شبکه     |
| ---- | ------------------------ | ---- | -------- |
| ۲۰۲۴ | Sa Re Ga Ma Pa Seniors ۴ | قاضی | زی تامیل |